# آلن دیکنز
آلن دیکنز (انگلیسی: Alan Dickens؛ زادهٔ ۳ سپتامبر ۱۹۶۴) بازیکن فوتبال اهل بریتانیا است.
از باشگاه‌هایی که در آن بازی کرده‌است می‌توان به باشگاه فوتبال وست برومویچ آلبیون، باشگاه فوتبال وستهام یونایتد، باشگاه فوتبال کولچستر یونایتد، باشگاه فوتبال چلسی، باشگاه فوتبال تاروک، باشگاه فوتبال برنتفورد، باشگاه فوتبال چشام یونایتد، و باشگاه فوتبال بیلریکای اشاره کرد.
وی همچنین در تیم‌های ملی فوتبال زیر ۱۸ سال انگلستان و زیر ۲۱ سال انگلستان بازی کرده‌است.